# San Francisco Portezuelo
San Francisco Portezuelo är en ort i Mexiko, tillhörande kommunen Jiquipilco i den nordvästra delen av delstaten Mexiko. Orten hade 320 invånare vid folkräkningen 2010.